# 中央防犯アクトサービス
中央防犯アクトサービス株式会社（ちゅうおうぼうはんアクトサービス、現:株式会社中央防犯 英: Chuuoubouhan Co,Ltd.)）は静岡県藤枝市にある警備保障会社である。グループ関連子会社が無く、中央防犯のみだが、中央防犯グループとよばれている。

## 沿革
出典などない限りは、公式サイトの沿革を出典とする
- 1969年（昭和44年） - 前身である防犯用品販売の会社「中央防犯研究所」を設立[2]
- 1972年（昭和47年） - 株式会社組織に変更[2]
- 1976年（昭和51年）3月 - 警備業務を開始した[2]。
- 1987年（昭和62年）12月 - 資本金1000万円で中央防犯アクトサービス株式会社創立
- 1990年（平成2年）12月 - 本社社屋増改築完成
- 1999年（平成11年）2月 - 本社社屋耐震補強及び増設工事完成 現金及び貴重品の輸送警備業務開始
- 2005年（平成17年）
  - 5月 - ホームセキュリティlite販売開始
  - 6月 - セコム株式会社販売代理店業務開始
  - 10月 - 株式会社中央防犯に改称 資本金7300万円に増資
- 2006年（平成18年）
  - 6月 - 機密文書処理業務開始
  - 11月 - 住宅用火災警報器販売開始
- 2007年（平成19年）	
  - 1月 - 緊急地震速報受信装置販売開始
  - 4月 - ホームセキュリティ「らくらくガード」シリーズ販売開始
- 2010年（平成22年）5月 - 株式会社TESS販売代理店業務開始（足漕ぎ車椅子－Profhand販売開始）
- 2012年（平成24年）7月 - コスモトーク（IP無線機）販売代理店業務開始
- 2014年（平成26年）12月 - 資本金8200万円に増資

## 商品
同社の中心商品は「ACMシステム」で、会社・学校・家庭などで万一事故や火災が発生した場合に即座にセンサーがセキュリティー管制室に通報して事故現場に急行できるというシステムである。このシステムは1976年に日本で初めて取り入れられ、それ以後県内の各企業や官公庁が積極的に取り入れている。

## スポーツ事業
また、スポーツ事業にも積極的で、1982年にはサッカー部を結成。地元出身のサッカー選手であった菊川凱夫を監督として招き、東海社会人サッカーリーグや旧JFLに進出する実力を持った。その後トップチームは1994年にチーム名を「藤枝ブルックス」と改め、Jリーグ参戦と地域密着を念頭に置いたプロジェクトを立ち上げるも、スタジアムの建設計画が困難になったことなどから1995年に福岡市に移転し、その翌年にはチーム名を「アビスパ福岡」と改めて再スタートする。一方、アビスパに参加しなかった社員選手などで「中央防犯ACMブルックスサッカークラブ」という同好会チームを結成（その後中央防犯サッカー部に改名）し、東海社会人サッカーリーグでプレーしていたが、2006年限りで廃部となっている。